# Râul Valea Porcului, Geoagiu
Râul Valea Porcului este un curs de apă, afluent al râului Geoagiu.  

## Hărți
- Harta județului Hunedoara
- Harta munților Apuseni